# Grande-Saline
Grande-Saline, in creolo haitiano Grann Salin, è un comune di Haiti facente parte dell'arrondissement di Dessalines nel dipartimento dell'Artibonite.